# Ali Parvin
Ali Parvin (Teherán, 1946. október 12. –) iráni válogatott labdarúgó.

## Pályafutása

### Klubcsapatban
1965 és 1968 között a Kian FC, 1968 és 1970 között a Paykan FC, 1970 és 1988 között Persepolis FC labdarúgója volt.

### A válogatottban
1970 és 1980 között 76 alkalommal szerepelt az iráni válogatottban és nyolc gólt szerzett. Részt vett az 1972-es és az 1976-os olimpián. Tagja volt az 1978-as argentínai világbajnokságon rést vevő csapatnak.

### Edzőként
1982 és 1993 között Persepolis FC vezetőedzője volt. 1989 és 1993 között az iráni válogatott szövetségi kapitányaként tevékenykedett. 1998 és 2003 között illetve 2005–06-ban ismét a Persepolis szakmai munkáját irányította.